# Борозды Анбар
Борозды Анбар (англ. Anbar Fossae) — система длинных и узких впадин (борозд) на поверхности спутника Сатурна — Энцелада. Борозды, как полагают ученые, являются результатом целого ряда геологических процессов, например, разломов или обвалов.

## География
Примерные координаты — 8°46′ ю. ш. 36°41′ в. д. / 8,76° ю. ш. 36,68° в. д.. Подробно сняты космическим аппаратом Кассини-Гюйгенс. Максимальный размер структур составляет 165 км, расположены на юго-западе равнины Сарандиб. Рядом, на северо-западе находятся рытвины Самарканд, а на востоке — рытвины Лахедж.

## Эпоним
Названы в честь города Анбар, упомянутого в сборнике арабских сказок Тысяча и одна ночь.  Официальное название было утверждено Международным астрономическим союзом в 2006 году.